# Onychopteryx
Onychopteryx es un género extinto de ave perteneciente al orden de los Opisthocomiformes, aves herbívoras entre las que se encuentra el actual hoacín (Opisthocomus hoatzin). Onychopteryx vivió en el Eoceno en América del Sur.

## Descripción
El espécimen holotipo, AMNH 3188, corresponde al extremo final de un tarsometatarso derecho descubierto en los años 30 durante las espediciones paleontólogicas de Scarrit llevadas a cabo por el Museo Americano de Historia Natural en la Patagonia argentina, en depósitos del Eoceno inferior de la formación Casamayor, en la localidad de Cañadón Hondo cerca de Paso Niemann, al sur de la actual provincia de Chubut. Dicho elemento se encontraba en los mismos estratos de donde se encontraron otras aves fósiles, entre ellas el flamenco prehistórico Telmabates.
Onychopteryx fue nombrado en 1971 por Joel Cracraft y su nombre de género significa "ala con garra" en idioma griego, en referencia a su parentesco con los hoacines, cuyas crías poseen garras en los dedos de las alas. El nombre de la especie tipo y única conocida, O. simpsoni, es en honor del paleontólogo estadounidense George Simpson, director de la expedición Scarrit y recolector del holotipo.
El fósil mide hasta 9 milímetros de ancho y es 20% menor que el del moderno hoacín, que aunque es similar en su forma general se diferencia por tener un único canal óseo en el hipotarso situado más hacia el centro que hacia el lado y con un surco tendinal bien desarrollado. Dado que vivió en una época muy anterior a la de la aparición de otros miembros de la familia Opisthocomidae, como Hoazinoides, sus características diferentes con el hoacín (como el hecho de que el eje del tarsometatarso sea más aplanado y un surco anterior poco profundo) y lo fragmentario del fósil, su descriptor sugirió clasificarlo en su propia familia, Onychopterygidae, de la que es su único representante conocido, pero Brodkorb (1978) lo consideró demasiado fragmentario como para sustentar cualquier afinidad con otras aves.